# Schwedenschanze Rading

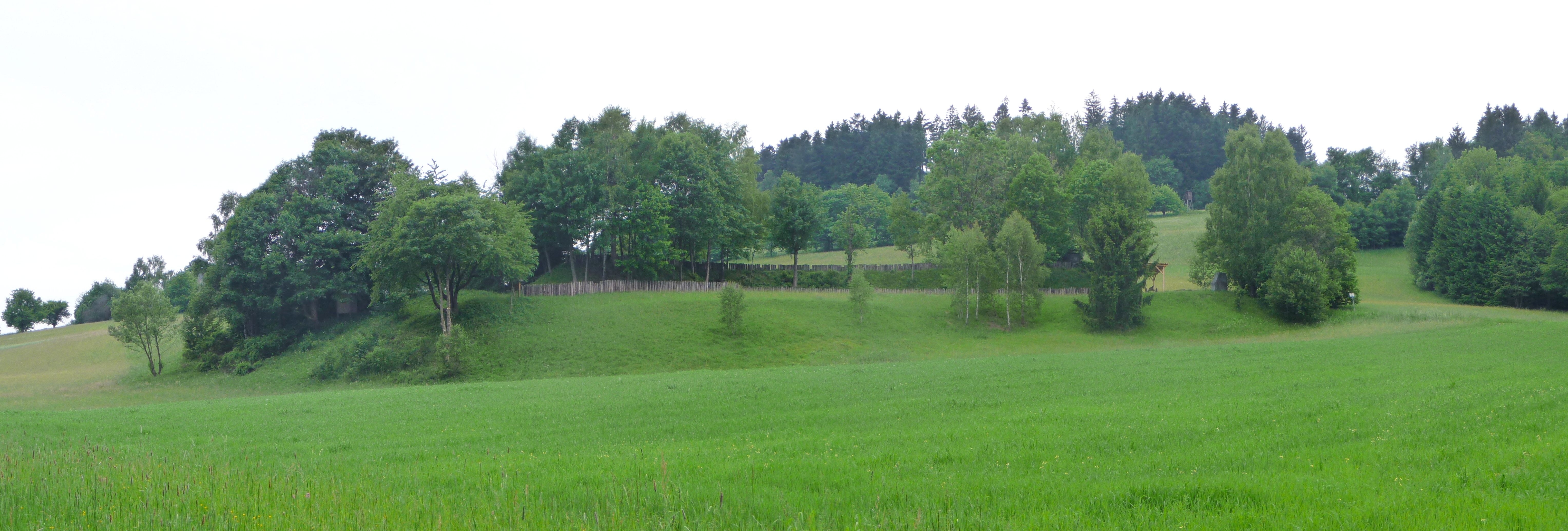
Abschnitt der Schwedenschanze in Rading von Norden

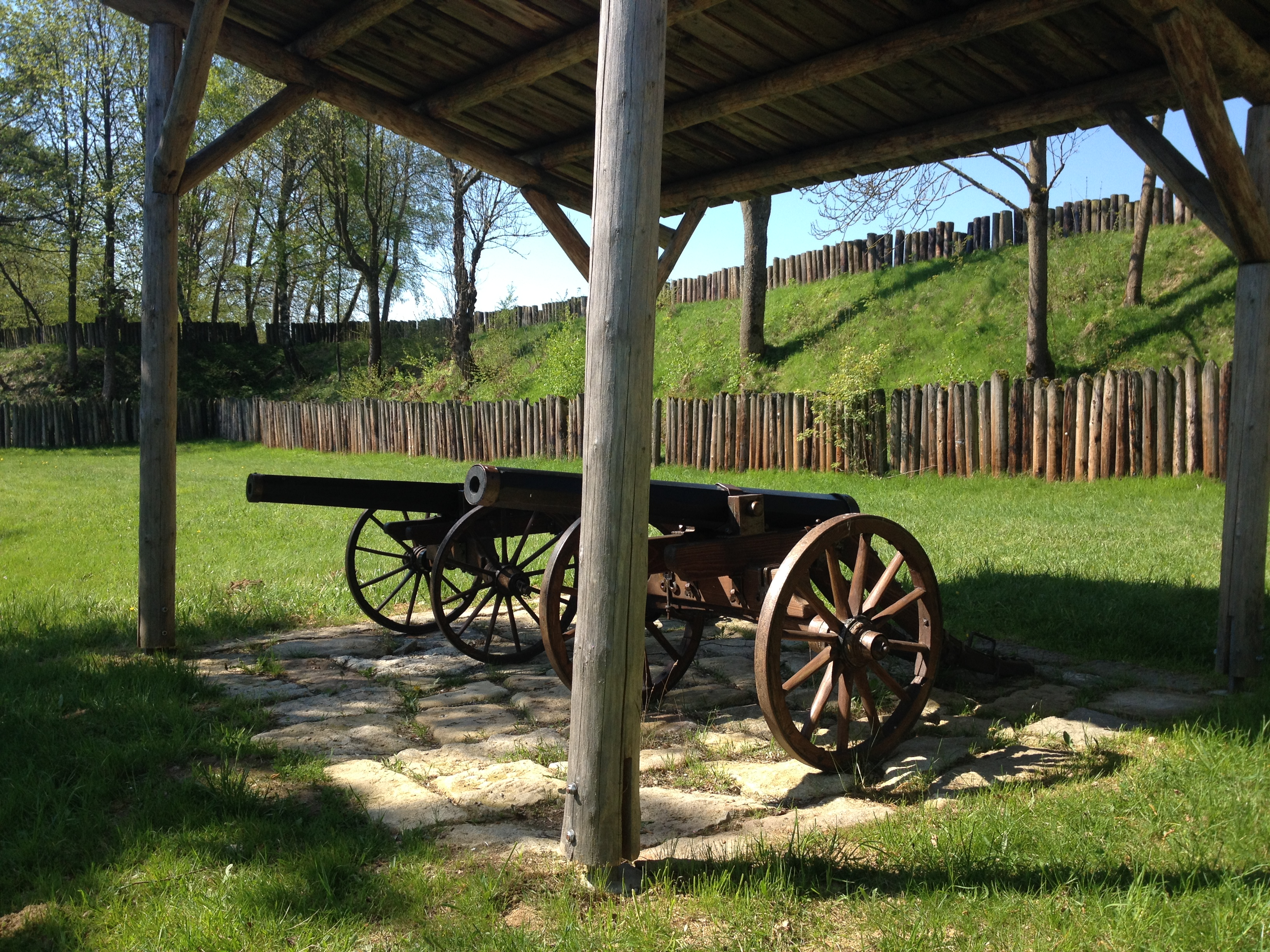
Innenansicht

Die Schwedenschanze befindet sich in der Ortschaft Rading der Stadtgemeinde Bad Leonfelden im Mühlviertel. Der Ort liegt an der alten oberösterreichisch-böhmischen Salzstraße, welche in diesem Bereich von Bad Leonfelden ins böhmische Vyšší Brod (dt. Hohenfurth) führt, wo die Moldau an einer Furt ohne Brücke überquert werden konnte.
Die Schwedenschanze wurde während des Dreißigjährigen Krieges zum Schutz gegen den Einfall des Schwedenheeres von Norden her errichtet und bildet eine Sperre in der waldfreien Lücke zwischen dem Sternstein im Westen und dem Miesenwald im Osten. Ein Gedenkstein, zwei hölzerne Kanonennachbildungen und mehrere Schautafeln erinnern heute daran. Die Reste stehen unter Denkmalschutz.

## Geschichte
Im 15. Jahrhundert wurden zur Zeit der Hussitenkriege und der darauf folgenden Grenzstreitigkeiten zwischen Kaiser Friedrich III. und Böhmenkönig Georg von Podiebrad erstmals Schanzanlagen in diesem Bereich errichtet. Bad Leonfelden war damit Teil der oberösterreichischen Festungslinie gegen Böhmen, der auch Haslach, Freistadt und die Schanze von Liebenau angehörten.
Gegen Ende des Dreißigjährigen Krieges (ab 1641) bewegte sich die schwedische Armee auch auf tschechischem Territorium, und es drohte ein Angriff auf die österreichischen habsburgischen Besitztümer. Deshalb befahl Kaiser Ferdinand III. die Absicherung der Grenze, woraufhin Konrad Balthasar von Starhemberg als Grundherr im Auftrag des Landeshauptmanns von Österreich ob der Enns eine rund zwei Kilometer breite Schanze errichtete, die von Rading über Roßberg bis Weigetschlag reichte.
1645 hielten sich schwedische Heerscharen unmittelbar nördlich dieser Verteidigungsanlage auf, scheuten jedoch einen Einnahmeversuch.
1663 während der Bedrohung durch die Türken und
1680/81 auf Grund der Pestgefahr wurden die Wehranlagen nochmals von kaiserlichen Truppen besetzt.
Am 10. August 1970 erfolgte die Übergabe der renovierten Schwedenschanze in Rading im Beisein eines Vertreters der Schwedischen Botschaft und von Sozialministerin Grete Rehor.

## Beschreibung

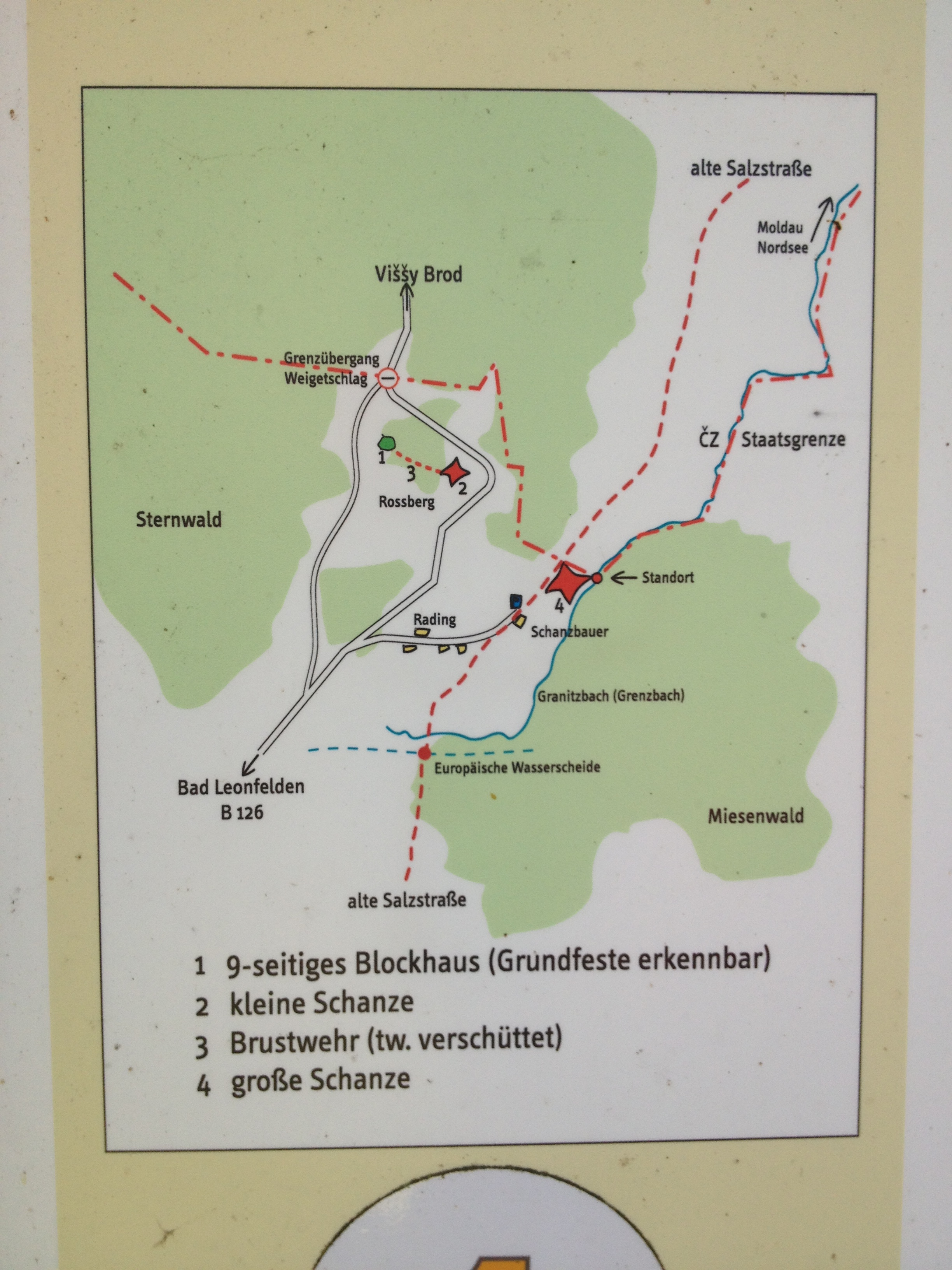
Plan der Schwedenschanze in Bad Leonfelden

Am höher gelegenen südlichen Ortsrand von Weigetschlag markierte ein 9-seitiges Blockhaus mit doppeltem Mauerwerk den Anfang der Schwedenschanze. Von dort zog sich eine 700 Meter lange Brustwehr mit dahinterliegendem Wall aus Aushubmaterial bis zur kleinen Schanze von Roßberg, die auf einer Kuppe lag, von der man einen ausgezeichneten Überblick über die darunter vorbeiziehende Salzstraße hat. Eine weitere Brustwehr führte schließlich von der anderen Straßenseite zur großen Schanze bei Rading, zu der ein Lager mit 4 halben Bollwerken im Ausmaß von 75 × 80 Schritten gehörte.
Beschreibung der heute noch sichtbaren Überreste:
- in der Ortschaft Rading führt ein kurzer beschilderter Rundgang durch ein renoviertes Wallstück mit Palisaden. Dort befindet sich auch ein Gedenkstein, zwei Kanonen und etwas oberhalb eine kleine Parkmöglichkeit für Kraftfahrzeuge. Weitere, ausreichende Parkplätze gibt es bei der oberhalb gelegenen Jausenstation Rading („Schanzstüberl“) mit schönem Gastgarten.
- in den zwei Waldstücken zwischen der Radinger Schanze und der Leonfeldener Straße (B 126) bzw. zwischen Roßberg und Weigetschlag sind noch Reste der steinernen Brustwehrfundamente in Form von langgestreckten Steinschutthaufen sichtbar. Sie wurden längst von Fichten überwachsen. Es gibt dort weder Wege noch Beschilderung (deshalb diese Reste bitte nicht mit den Granitanhäufungen an den Waldrändern verwechseln, bei denen es sich um Material handelt, das von den Bauern im Laufe der Jahrhunderte von den Feldern entfernt wurde).
- vom 9-seitigen Blockhaus in Weigetschlag sind unweit der Müller-Kapelle nur mehr die Grundfesten erkennbar